# Charopidae
Charopidae är en familj av snäckor. Charopidae ingår i ordningen landlungsnäckor, klassen snäckor, fylumet blötdjur och riket djur. Enligt Catalogue of Life omfattar familjen Charopidae 309 arter.

## Bildgalleri

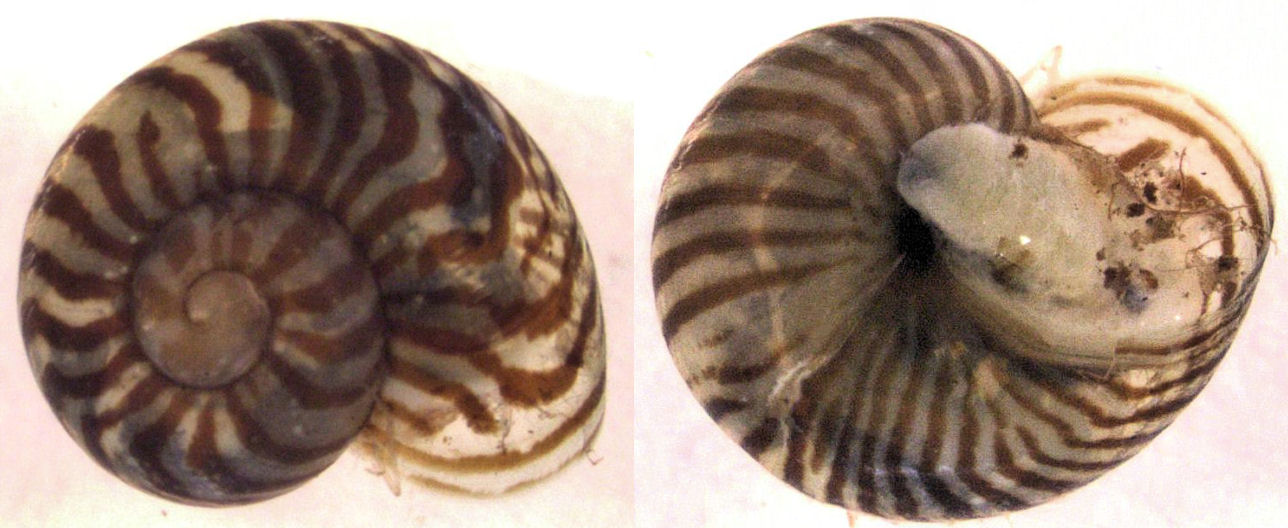

## Dottertaxa till Charopidae, i alfabetisk ordning[1]
- Aeschrodomus
- Allocharopa
- Alsolemia
- Annoselix
- Biomphalopa
- Bischoffena
- Cavellia
- Cavellioropa
- Charopella
- Charopinesta
- Chaureopa
- Climocella
- Coenocharopa
- Cralopa
- Cryptocharopa
- Damonita
- Danielleilona
- Dentherona
- Dipnelix
- Discocharopa
- Dupucharopa
- Egilomen
- Elsothera
- Epinicium
- Fectola
- Flammocharopa
- Flammoconcha
- Flammulops
- Frustropa
- Geminoropa
- Gerontia
- Goweroconcha
- Gyrocochlea
- Gyropena
- Hedleyoconcha
- Huonodon
- Kermodon
- Lenwebbia
- Letomola
- Loisthodon
- Luinodiscus
- Mitodon
- Mocella
- Montaropa
- Mulathena
- Mussonula
- Mystivagor
- Nautiliropa
- Ngairea
- Norfolcioconcha
- Omphaloropa
- Oreokera
- Oreomava
- Otoconcha
- Paracharopa
- Penescosta
- Pernagera
- Pernastela
- Phacussa
- Phenacharopa
- Phenacohelix
- Pillomena
- Pilsbrycharopa
- Planilaoma
- Protoflammulina
- Pseudallodiscus
- Pseudegestula
- Pseudocharopa
- Ptychodon
- Pulcharopa
- Pulchridomus
- Ranfurlya
- Rhophodon
- Roblinella
- Rotacharopa
- Rotadiscus
- Serpho
- Setomedea
- Sinployea
- Stenacapha
- Therasia
- Therasiella
- Thryasona
- Zelandiscus